# Liste der Naturdenkmale in Mörschbach
Die Liste der Naturdenkmale in Mörschbach nennt die im Gemeindegebiet von Mörschbach ausgewiesenen Naturdenkmale (Stand 13. Mai 2024).

## Naturdenkmale
| Nr.         | Bezeichnung | Lage                                                    | Beschreibung                | Bild                                    |
| ----------- | ----------- | ------------------------------------------------------- | --------------------------- | --------------------------------------- |
| ND-7140-054 | Zwei Eichen | Simmerner Straße, hinter Nr. 8a am Ortsrand Lage        | Quercus petraea, zwei Bäume | Direkt Bild zu diesem Denkmal hochladen |
| ND-7140-133 | Dicke Buche | südlich des Ortes an der K 52 im Mörschbacher Wald Lage | Fagus sylvatica             | Direkt Bild zu diesem Denkmal hochladen |